# Подкланець (Жири)
Подкланец (словен. Podklanec) — поселення в общині Жири, Горенський регіон, Словенія. Висота над рівнем моря: 498,2 м.